# FC Liefering
Der FC Liefering ist ein Fußballverein aus Salzburg. Der Verein spielt seit der Saison 2013/14 in der 2. Liga, der zweithöchsten Leistungsstufe in Österreich.
Bis 2012 hieß der Verein Union-Sportklub Anif, kurz USK Anif, war in Anif beheimatet und beinhaltete auch folgende Sektionen: Turnen, Skilauf, Leichtathletik, Stocksport und Tennis. Seither steht der FC Liefering unter der Kontrolle der Red Bull GmbH und dient als Farmteam für den FC Red Bull Salzburg. Seit dem 1. Juli 2016 ist die Fußballabteilung in die FC Liefering GmbH ausgegliedert, deren Anteile zu 100 Prozent vom eingetragenen Verein gehalten werden.

## Geschichte
Die Gründung des USK Anif ist allein weiblichen Aktivitäten zu verdanken, denn etwa zehn Damen trafen sich zu regelmäßigen Turnstunden im Schloßwirtsaal und bald befasste man sich mit dem Gedanken, einen Verein zu gründen. Am 20. Mai 1947 wurde dieses Vorhaben verwirklicht und der Klub als „Turn- und Sportunion Anif“ gegründet. Der Gründungsausschuss setzte sich mit Maria Pichler, Ella Komposch, Elsa Zyla und Maria Gastager durchwegs aus Damen zusammen.
Im Herbst des Gründungsjahres hatten sich bereits die ersten männlichen Sportler dem Verein angeschlossen. Die Fußballbegeisterung war so groß, dass man regelmäßig trainierte und Freundschaftsspiele gegen Mannschaften aus den Nachbargemeinden bestritt. Im Herbst 1948 wurde innerhalb des bestehenden Vereines die Sektion Fußball gegründet. Weitere Sektionen folgten im Laufe der Jahre. Bei der Generalversammlung am 8. Januar 1949 bestand der Vorstand des Vereines mit Richard Kohlbacher, Hans Schwarz, Erwin Baburek und Alois Grangl nur aus Männern.
Der Start der Anifer Fußballer war erfolgreich, denn bereits im ersten Spieljahr wurde der Meistertitel in der 2. Klasse B errungen, dem zahlreiche weitere Titel in verschiedenen Ligen folgten. Durch Liga-Neueinteilungen spielte Anif ab Mitte der 1950er Jahre bis 1974 in der 1. Klasse bzw. Landesklasse Nord und schaffte mit dem Meistertitel 1965 erstmals den Aufstieg in die Landesliga, der man zunächst für vier Jahre angehörte. Ab Mitte der 1970er Jahre setzten die Fußballer zu einem wahren Höhenflug an, der im Meistertitel der Alpenliga und dem Aufstieg in die zweithöchste österreichische Spielklasse, der damaligen 2. Division, gipfelte.
Durch die Teilnahme an dieser Liga 1978/79 erlangte der Club überregionale Bekanntheit, wenn auch nicht durch herausragende sportliche Leistungen: So gingen die ersten 14 Spiele in Folge verloren, auch der erste Treffer für Anif gelang erst in der 6. Partie. In der letzten Herbstrunde gelang endlich der erste Sieg. In der Sendung Sport am Montag widmete der ORF eine Dokumentation dem USK Anif, wo insbesondere die Fanbasis positiv hervorgehoben wurde, da die Mannschaft trotz der Niederlagen stets gefeiert wurde. In dieser Zeit wurde in Wien ein „Anif-Fan-Club“ gegründet, der die Provinzmannschaft aus Salzburg bei Spielen in der Bundeshauptstadt lautstark unterstützte. Die Frühjahrssaison verlief dann etwas besser, dennoch musste Anif mit nur acht Punkten als Tabellenletzter in die Alpenliga zurück. Bis heute erreichte keine Mannschaft, die auch wirklich alle Spiele bestritten hatte, in der zweithöchsten Spielklasse weniger Punkte in einer Saison (SK Vorwärts Steyr kam zwar 1999/2000 auf nur vier Punkte, der Spielbetrieb ruhte jedoch nach dem Lizenzentzug zur Winterpause).
Aus der Nachwuchsabteilung haben zahlreiche Spieler den Sprung in die Bundesliga geschafft. So spielte mit Walter Koch ein ehemaliger Anifer bei SV Austria Salzburg und beim LASK Linz. Der bekannteste Fußballer aus der Jugend Anif ist Martin Amerhauser, der am 3. Dezember 1993 mit seinem UEFA-Cup-Tor in der Verlängerung des Spiels gegen Sporting Lissabon zum Auslöser für den Höhenflug von SV Austria Salzburg wurde.

### Von 2003 bis 2012

Das letzte Vereinslogo vor der Umbenennung in FC Liefering

Für die Saison 2003/04 spielte der Klub in der Regionalliga West, musste aber am Ende der Saison erkennen, dass man zu schwach war, und stieg gleich ab. Seit der Saison 2007/08 ist Anif nun fest in der Regionalliga West etabliert. Nachdem die zweite Mannschaft von FC Red Bull Salzburg nach der Saison 2009/10 in die Regionalliga West absteigen musste und ein Wiederaufstieg aufgrund der neuen Bundesliga-Statuten nicht mehr möglich war, suchte Red Bull einen Kooperations-Verein. Ziel dieser Kooperation ist, den Jugendspielern von Red Bull Salzburg eine Spielpraxis in einer höheren Liga als der Regionalliga zu ermöglichen und diese auch auf die Red Bull Fußball-Akademie in Liefering zu schicken. Für die Saison 2010/11 wurden mit finanzieller Hilfe von Red Bull zahlreiche erfahrene Spieler nach Anif geholt, wie zum Beispiel Andreas Schrott, Manfred Pamminger, Patrick Mayer und Ingo Enzenberger, um den Aufstieg in die Erste Liga zu schaffen. Nach dem versäumten Aufstieg wurde die Mannschaft umgebaut, erreichte aber trotzdem in der Herbstsaison 2011/12 einen Spitzenplatz. Am Ende der Herbstsaison verließ Trainer Thomas Hofer den Verein und wechselte zum Ligakonkurrenten SV Austria Salzburg. Neuer Trainer wurde Michael Baur, der bisherige Co-Trainer des LASK.

### Umbenennung und Umzug 2012

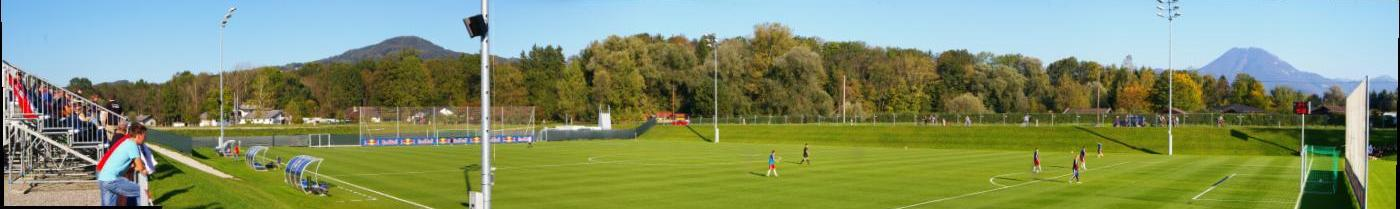
Akademie Liefering, die Spielstätte des FC Liefering in der Regionalliga West

Auf der Generalversammlung am 28. Juni 2012 beschlossen die Mitglieder des USK Anif die Umbenennung des Vereins in FC Liefering. Der alte Vereinsvorstand wurde abgesetzt und ein neuer gewählt. Außerdem traten praktisch alle der über 500 Mitglieder (bis auf den neuen Vorstand) aus dem Verein aus und in einen bereits am 22. Juni 2011 neu gegründeten Verein namens FC Anif ein. Hintergrund dieser Aktion war, dass der neue FC Liefering als inoffizielles Farmteam des FC Red Bull Salzburg auftreten sollte, weil dessen zweite Mannschaft, die Red Bull Juniors, nicht in die Erste Liga aufsteigen darf. Dieses Ziel soll nun der offiziell von Red Bull unabhängige FC Liefering erreichen. Daher trägt er seit der Saison 2012/13 seine Spiele in der Regel in der Red Bull Arena aus, da auf dem Sportplatz der Lieferinger Fußball-Akademie von Red Bull wegen des Ausbaus keine Spiele möglich sind.
Der neu gegründete FC Anif wird dagegen in einer Spielgemeinschaft mit den Red Bull Juniors im Anifer Sportzentrum in den alten Vereinsfarben antreten. Die Anifer wollten durch das Zusammengehen mit Red Bull die finanzielle Situation des Vereins verbessern. Heinrich Seelenbacher, der bis zur Umbenennung Obmann des USK Anif war und auch im neuen FC Anif dieses Amt übernahm, hatte einen Abstieg aus der Regionalliga West wegen wirtschaftlicher Probleme „in den nächsten zwei-drei Jahren“ befürchtet. Tatsächlich sicherte sich der FC Liefering in der Saison 2012/13 den Meistertitel in der Regionalliga West und qualifizierte sich damit für die Relegationsspiele gegen den Meister der Regionalliga Mitte, den LASK. Die Salzburger gewannen das Heimspiel gegen den oberösterreichischen Traditionsklub mit 2:0 und das Auswärtsspiel mit 3:0, schafften damit den Aufstieg in die Erste Liga, die zweite Leistungsstufe in Österreich, und zählen damit zu den 20 besten Fußballmannschaften des Landes.

### Aufstieg und 2. Liga
| Saison  | Platz | Tore  | Punkte | Liga              |
| ------- | ----- | ----- | ------ | ----------------- |
| 2012/13 | 1     | 94:23 | 74     | Regionalliga West |
| 2013/14 | 3     | 72:48 | 57     | Erste Liga        |
| 2014/15 | 2     | 70:55 | 56     | Erste Liga        |
| 2015/16 | 4     | 65:49 | 57     | Erste Liga        |
| 2016/17 | 2     | 58:49 | 60     | Erste Liga        |
| 2017/18 | 5     | 58:44 | 55     | Erste Liga        |
| 2018/19 | 10    | 50:54 | 35     | Zweite Liga       |
| 2019/20 | 3     | 73:47 | 53     | Zweite Liga       |
| 2020/21 | 2     | 69:31 | 63     | Zweite Liga       |
| 2021/22 | 6     | 56:43 | 46     | Zweite Liga       |
| 2022/23 | 9     | 52:54 | 37     | Zweite Liga       |

Mit dem Aufstieg in den Profifußball zog der Verein in die wesentlich größere Red Bull Arena um. Statt auf der Sportplatz Akademie Liefering finden die Heimspiele seit der Saison 2013/14 in Wals-Siezenheim statt. In ihrer ersten Saison in der 2. Liga belegten die Lieferinger den dritten Platz. Nach dem Ende der Saison wurde die Mannschaft, die bereits einen niederen Altersschnitt hatte, noch einmal verjüngt. Ivan Kovacec wechselte zu SCR Altach in die Bundesliga und René Aufhauser beendete seine Karriere. Er wurde Co-Trainer bei den Lieferingern, auch Wolfgang Mair und Mario Konrad verließen den Verein. In der Herbstsaison 2014/15 belegte die verjüngte Mannschaft den dritten Platz, nur einen Punkt hinter dem Tabellenführer LASK und dreizehn Punkte vor dem Vierten, dem FAC.

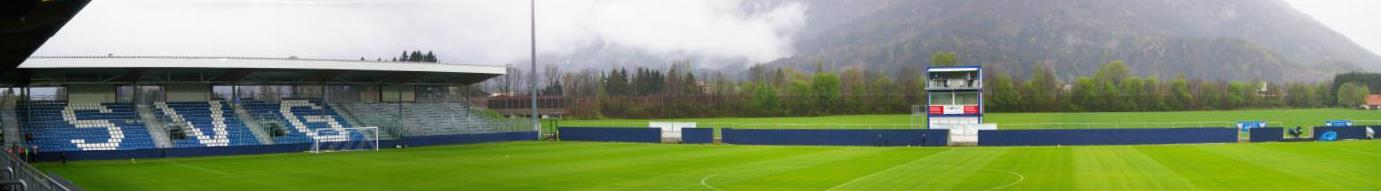
Untersbergarena Spielstätte des FC Liefering

Nach der Frühjahrssaison, in der weitere junge Spieler aus der Akademie des FC Red Bull Salzburgs eingebaut wurden, gelang es, in der Abschlusstabelle den 2. Platz mit 20 Siegen, 5 Unentschieden und 11 Niederlagen (70:55 Tore) zu belegen.
Mit Beginn der Frühjahrssaison 2014/15 bestritten die Lieferinger ihre Heimspiele in der Untersbergarena in Grödig, dem Heimstadion des SV Grödig. Mit der Mietvorauszahlung wurde das Stadion mit einer Rasenheizung ausgestattet.
Im Juni 2015 wurde von FC Red Bull Salzburg bekannt gegeben, dass Trainer Peter Zeidler neuer Trainer des FC Red Bull Salzburg wird. Sein Nachfolger als Trainer wurde Thomas Letsch, der mit der U18-Mannschaft österreichischer Meister wurde. Co-Trainer blieb weiterhin René Aufhauser. Zweiter Co-Trainer wurde Janusz Góra, der gemeinsam mit Letsch von der Akademie kam.
Nachdem in der ersten Mannschaft Trainer Peter Zeidler Ende 2015 entlassen worden war, wechselte René Aufhauser als Cotrainer unter Oscar Garcia zur ersten Mannschaft. Sein Nachfolger als Co-Trainer wurde Franz Schiemer. In der Saison 2015/16 belegte der FC Liefering den vierten Platz. Die Leistungen der Mannschaft sind hoch einzuschätzen, da nach einer weiteren Verjüngung des Kaders zu Beginn der Frühjahrssaison, der Altersschnitt der Startmannschaft oft unter 19 Jahren lag. Nach Ende der Saison wurde der Vertrag mit Thomas Letsch um ein weiteres Jahr bis zum Juni 2017 verlängert.
Wie jedes Jahr wurden einige Spieler abgegeben und neue Junge Spieler geholt. Der Leihvertrag mit João Pedro lief aus und er ging zurück nach Brasilien. Die Verträge von Sebastian Wachter, Raphael Dwamena, Elvis Osmani, Alexander Joppich, Benjamin Kaufmann, Marco Hödl und Isaac Vorsah wurden nicht verlängert.
In der Winterübertrittszeit 2016/17 wurden Rami Tekir von Wacker Innsbruck und auf Leihbasis Lucas Xavier Urias von Red Bull Brasil und Patson Daka verpflichtet. Die Herbstsaison wurde auf dem zweiten Tabellenplatz beendet. Ende Jänner 2017 verließ Co-Trainer Franz Schiemer den Verein und wechselte zur SV Ried, wo er Sportdirektor wird. Seine Stelle als Co-Trainer nimmt Alexander Zickler ein.
Die Saison verlief äußerst zufriedenstellend. Trotz laufender Abstellungen, unter anderem für die U19-Mannschaft des FC Red Bull Salzburg, konnte die Saison als Vizemeister beendet werden. Auch in diesem Jahr kam es zu Umstellungen im Kader. Nach der Saison wurden die Verträge mit Sandro Ingolitsch, Maximilian Mayer, Lawrence Ati Zigi, Luan und Lorenz Grabovac nicht verlängert. Grabovac unterschrieb beim Bundesligaklub SKN St. Pölten einen Vertrag. Der Leihvertrag mit Lucas Xavier wurde ebenfalls nicht verlängert.
In der Saison 2017/18 kamen wieder neue Spieler zu Liefering. Aus der Akademie wechselten Dominik Szoboszlai, Daniel Antosch, Alexander Schmidt, Aldin Aganovic, Dominik Štumberger und Tobias Anselm zu den Lieferingern. Weitere Neuzugänge waren Patson Daka und Enock Mwepu, die vom Kafue Celtic FC aus Sambia nach Salzburg wechselten, sowie die von Red Bull Brasil ausgeliehenen Rodrigo und Vitinho.
Nach dem Abschluss der Herbstrunde belegte Liefering den fünften Platz. Da vor der Winterpause noch zwei Frühjahrsrunden gespielt worden, konnten sich die Lieferinger auf den vierten Platz verbessern. Sie lagen drei Punkte hinter dem Tabellenführer SV Ried. Die Saison wurde auf dem fünften Platz beendet, was das bisher schlechteste Abschneiden in der Ersten Liga bedeutete.
Zu Beginn der Saison 2018/19 verließen Nicolas Meister, der zum LASK wechselte, Nico Gorzel, Emir Karic, jetzt SCR Altach, Rodrigo, dessen Leihvertrag endete und darum zu Red Bull Brasil zurückkehrte und Maximilian Schuster den Verein. Ebenso wechselten Bartłomiej Żynel (Wisła Płock), Bojan Lugonja (SV Ried) und Luca Meisl (SKN St. Pölten).
Neu kamen David Schnegg von der WSG Wattens und als Kooperationsspieler des FC Red Bull Salzburg Kilian Ludewig, Karim Adeyemi und Abdourahmane Barry.
In der Saison 2019/20 wurde Michael Feichtenbeiner, der bisher die deutsche U17-Nationalmannschaft betreut hatte, als neuer Trainer bestellt, da Bo Svenssons Wechsel noch Schwierigkeite mit seinem alten Verein bereitete. Nach Vertragsabschluss übernahm er die Trainerstelle von Feichtenbeiner, der den Verein verließ. Neuer Co-Trainer neben Fabio Ingolitsch wurde Babak Keyhanfar. Neuzugänge waren Bryan Okoh (FC Lausanne-Sport U-18), Benjamin Šeško (NK Domžale U-17) und Maurits Kjaergaard (Lyngby BK U-17). Diese sind Kooperationsspieler des FC Red Bull Salzburg.
Wie jede Saison kamen auch Spieler aus der Nachwuchsakademie neu in den Kader (Tobias Berger, Amar Dedić, Sebastian Aigner, Alexander Prass, Nicolas Seiwald, Csaba Bukta und Luka Sučić).
Nach einem schwierigen Beginn, im Herbst wurde nur der zehnte Platz erreicht, fing sich in der zweiten Saisonhälfte der Verein. Nach der durch Corona erzwungenen Pause gab es keine Niederlage. Im Jahr 2020 war der FC Liefering überhaupt die erfolgreichste Mannschaft der zweiten Liga. Karim Adeyemi wurde in der Winterpause in die erste Mannschaft hochgezogen, nach Ende der Saison Junior Adamu und Nicolas Seiwald ebenso.
Mit dem Beginn der Saison 2020/21 wechselte der FC Liefering wieder seine Spielstätte und kehrte nach Grödig zurück. Die Herbstsaison beendete der FC Liefering als Tabellenzweiter. In der Winterübertrittszeit verlor der Verein seinen Trainer Bo Svensson, der Cheftrainer von Mainz 05 in der deutschen Bundesliga wurde. Ebenso wechselte Babak Keyhanfar. Neuer Cheftrainer wurde Matthias Jaissle, der bisher die U18-Akademiemannschaft betreute. Hier wurde er von Fabio Ingolitsch ersetzt, der ebenfalls den FC Liefering verließ. Neue Co-Trainer wurden Florens Koch und Alexander Hauser. Alois Oroz wechselte in der Winterübertrittszeit zu Vitesse Arnheim in die holländische Eredivisie. Csaba Bukta wurde an den Bundesligisten SCR Altach bis Saisonende verliehen. Neuzugänge in der Winterübertrittszeit waren Mamady Diambou, Nene Dorgeles und Daouda Guindo, die alle von Guidars FC aus Mali wechselten, und die Akademiespieler Sandro-Luca Molnar, Lukas Ibertsberger, Justin Omoregie und Elias Havel.
In der letzten Frühjahrsrunde kam es zu einem Entscheidungsspiel zwischen den Lieferingern und Blau-Weiß Linz um den Meistertitel. Das Spiel endete 1:1 und Blau-Weiß wurde aufgrund der um ein Tor besseren Tordifferenz Meister der 2. Liga. Mit 63 Punkten erreichten die Liefering einen Punkterekord für den Verein. Mit Ende der Saison verließen Alexander Prass, Fabian Windhager, Kilian Schröcker, Sebastian Aigner und Antonin Svoboda den Verein, ebenso der Trainer Matthias Jaissle, der neuer Headcoach des FC Red Bull Salzburg wurde. Mit ihm wechselten Bryan Okoh, Benjamin Sesko, Mamady Diambou, Daouda Guindo und Maurits Kjaergaard zum Verein.
Neuer Trainer des FC Lieferings in der Saison 2021/22 wurde Rene Aufhauser, der ehemaligen Co-Trainer von Jesse Marsch. Als Co-Trainer stehen ihm Patrick Mölzl und Tobias Kern zur Seite. Aus der Akademie U18 kamen Benjamin Atiabou, Samson Baidoo, Federico Crescenti, Julian Halwachs, Raphael Hofer, Dijon Kameri, Daniel Klicnik, Tolgahan Sahin und Balazs Toth neu zum FC Liefering. Wie jedes Mal stellte der FC Liefering das Gerüst der Mannschaft des FC Salzburg für die UEFA Youth League 2021/22. Ergänzt wurde die Mannschaft durch Spieler der Nachwuchsakademie.
Nach einer guten Herbstrunde gelangen den Lieferingern im Frühjahr nur 2 Siege und 5 Unentschieden, wodurch sie nur den sechsten Rang in der Endtabelle belegten. Nach dem Saisonende wurde der Vertrag mit Rene Aufhauser einvernehmlich gelöst. Sein Nachfolger wurde Fabio Ingolitsch, der bisherige Trainer der U18.

## Mannschaft

### Trainerteam
Stand: 1. Juli 2025
| Funktion        | Name            | Geburtsdatum | Nationalität | beim Verein seit | letzter Verein            |
| --------------- | --------------- | ------------ | ------------ | ---------------- | ------------------------- |
| Trainer         | Daniel Beichler | 13.10.1988   | Osterreich   | 04/2024          | FC Red Bull Salzburg U-18 |
| Co-Trainer      | Yuki Miyazawa   | 28.08.1985   | Japan        | 07/2024          | FC Red Bull Salzburg U-18 |
| Co-Trainer      | Raphael Ikache  | 31.03.1984   | Osterreich   | 07/2025          | FC Red Bull Salzburg U-18 |
| Torwart-Trainer | Heinz Arzberger | 27.08.1972   | Osterreich   | 07/2012          | war Spieler               |

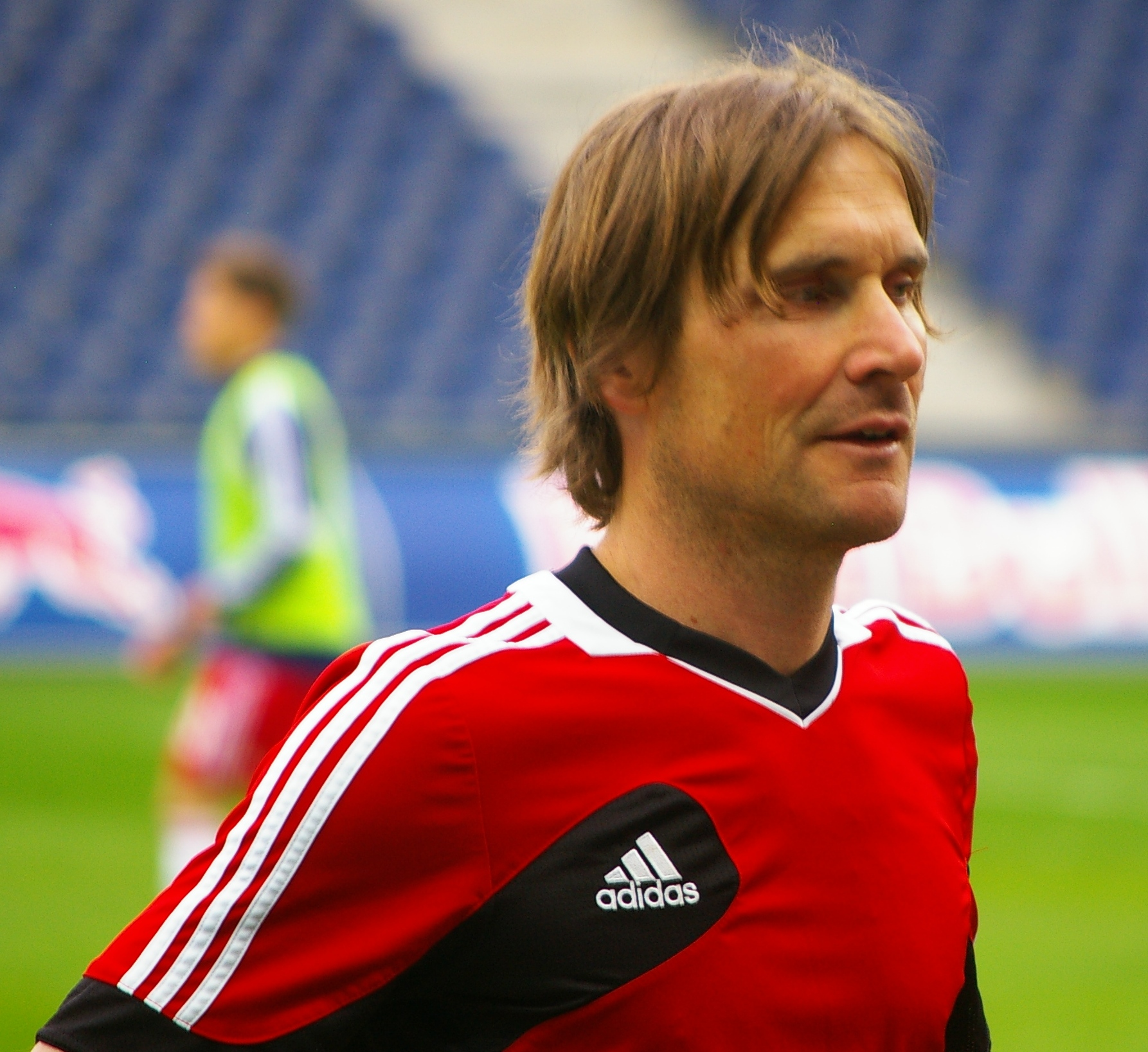
Torwarttrainer Heinz Arzberger
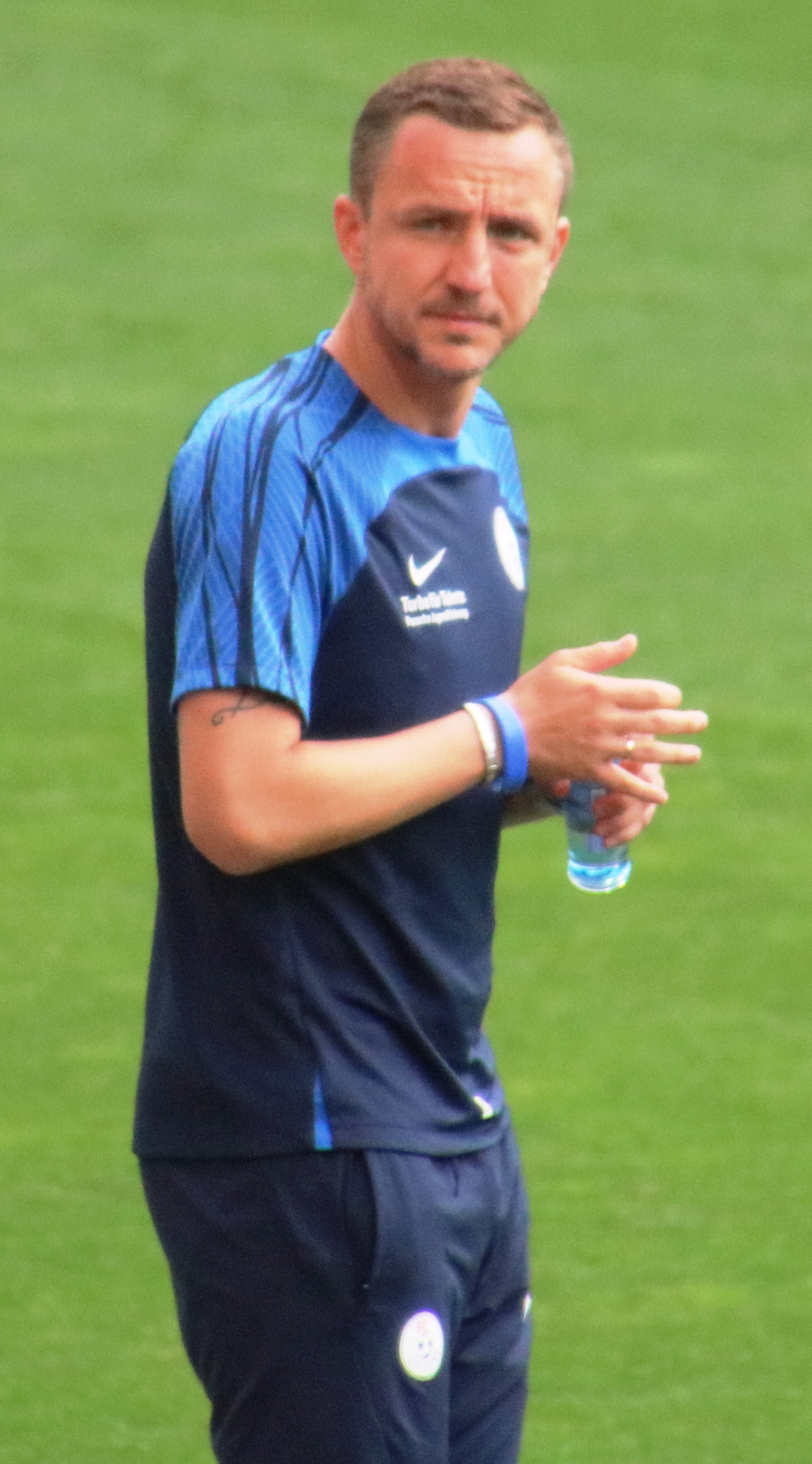
Cheftrainer Daniel Beichler

### Aktueller Kader
Stand: 15. August 2025
| Rücken- nummer | Name                  | Geburtsdatum | Nationalität            | beim Verein seit | letzter Verein              |          |
| Torhüter       | Torhüter              | Torhüter     | Torhüter                | Torhüter         | Torhüter                    | Torhüter |
| -------------- | --------------------- | ------------ | ----------------------- | ---------------- | --------------------------- | -------- |
| 01             | Benjamin Ožegović     | 09.09.1999   | Osterreich              | 09/2024          | WSG Tirol                   |          |
| 31             | Nikola Sarcevic       | 27.12.2006   | Osterreich              | 07/2025          | TWL Elektra                 |          |
| 32             | Alexander Hillebrand  | 07.06.2007   | Osterreich              | 07/2025          | AKA Salzburg                |          |
| 34             | Jonas Winklhofer      | 27.11.2007   | Deutschland             | 07/2025          | AKA Salzburg                |          |
| Verteidiger    |                       |              |                         |                  |                             |          |
| 02             | Tobias Rohrmoser      | 04.02.2007   | Osterreich              | 07/2025          | AKA Salzburg                |          |
| 06             | Marc Striednig        | 27.02.2006   | Osterreich              | 07/2024          | AKA Salzburg                |          |
| 13             | Jakob Pokorny         | 23.02.2008   | Osterreich              | 12/2024          | AKA Salzburg                |          |
| 14             | Valentin Zabransky    | 02.02.2007   | Osterreich              | 07/2024          | AKA Salzburg                |          |
| 19             | Marcel Moswitzer      | 26.02.2005   | Osterreich              | 03/2022          | AKA Salzburg                |          |
| 20             | Seong-Bin Jung        | 12.05.2007   | Korea Sud               | 07/2025          | Ulsan HD FC (Leihe)         |          |
| 22             | Amel Avdić            | 07.04.2007   | Bosnien und Herzegowina | 07/2025          | AKA Salzburg                |          |
| 23             | Jakob Brandtner       | 02.03.2006   | Osterreich              | 07/2024          | AKA Salzburg                |          |
| 28             | Lassina Traoré        | 10.01.2007   | Burkina Faso            | 01/2025          | Rahimo FC                   |          |
| 38             | Johannes Moser        | 16.01.2008   | Osterreich              | 04/2025          | AKA Salzburg                |          |
| 39             | Douglas Mendes        | 13.06.2004   | Brasilien               | 02/2023          | Red Bull Bragantino         |          |
| 47             | Julian Hussauf        | 08.04.2006   | Osterreich              | 07/2024          | AKA Salzburg                |          |
| 48             | Rocco Žiković         | 21.01.2005   | Kroatien                | 10/2022          | AKA Salzburg                |          |
| Mittelfeld     |                       |              |                         |                  |                             |          |
| 08             | Elione Fernandes Neto | 23.08.2005   | Angola                  | 08/2023          | Fortuna Düsseldorf          |          |
| 16             | Ilia Ivanschitz       | 07.04.2007   | Osterreich              | 07/2025          | AKA Salzburg                |          |
| 17             | Quirin Rackl          | 14.02.2006   | Deutschland             | 05/2024          | AKA Salzburg                |          |
| 18             | Mayker Palacios       | 19.02.2007   | Kolumbien               | 07/2025          | AAF Popayán                 |          |
| 21             | Oliver Lukić          | 22.09.2006   | Kroatien                | 05/2023          | AKA Salzburg                |          |
| 25             | Riquelme              | 07.01.2006   | Brasilien               | 08/2025          | Red Bull Bragantino (Leihe) |          |
| 26             | Benedict Scharner     | 12.04.2005   | Osterreich              | 07/2025          | Hellas Verona U-19          |          |
| 27             | Rüstü Erdogan         | 03.08.2006   | Osterreich              | 07/2024          | AKA Salzburg                |          |
| 40             | Nikolas Freund        | 14.04.2007   | Osterreich              | 04/2025          | AKA Salzburg                |          |
|                | Miha Matjašec         | 22.02.2009   | Slowenien               | 07/2025          | NK Domžale                  |          |
| Angriff        |                       |              |                         |                  |                             |          |
| 03             | Aboubacar Camara      | 30.09.2006   | Burkina Faso            | 01/2025          | Rahimo FC                   |          |
| 07             | Marco Brandt          | 04.05.2006   | Osterreich              | 07/2024          | AKA Salzburg                |          |
| 09             | Phillip Verhounig     | 05.01.2006   | Osterreich              | 05/2023          | AKA Salzburg                |          |
| 11             | Kenneth Adejenughure  | 04.02.2007   | Osterreich              | 07/2024          | AKA Salzburg                |          |
| 15             | Alexander Murillo     | 04.10.2006   | Spanien                 | 07/2023          | AKA Salzburg                |          |
| 24             | Jakob Zangerl         | 26.04.2007   | Osterreich              | 03/2025          | AKA Salzburg                |          |
| 43             | Enrique Aguilar RBS   | 27.01.2007   | Schweiz                 | 07/2024          | AKA Salzburg                |          |

### Transfers
Stand: 1. August 2025
| Zugänge: | Abgänge: |
| Sommer 2025 | Sommer 2025 |
| --- | --- |
| - Seong-Bin Jung (Ulsan HD FC, Leihe) - Miha Matjašec (NK Domžale) - Mayker Palacios (AAF Popayán) - Riquelme (Red Bull Bragantino, Leihe) - Nikola Sarcevic (TWL Elektra) - Benedict Scharner (Hellas Verona U-19) - Douglas Mendes (Red Bull Bragantino, Leih-Ende) | - Kristjan Bendra (SK Sturm Graz II) - Gaoussou Diakité (FC Lausanne-Sport, Leihe) - Sebastian Künstner (SV Wals-Grünau) - Tobias Lerchbacher (Floridsdorfer AC) - Valentin Oelz (FC Blau-Weiß Linz) - Bryan Okoh (FC Lausanne-Sport) - Tim Paumgartner (Grazer AK) - Tolgahan Sahin (vereinslos) |

## Bekannte ehemalige Spieler

### Bei Anif
- Martin Amerhauser
- Franz Berger
- Michael Blötzeneder
- Raimund Friedl
- Christoph Kobleder
- Walter Koch
- Bernd Langgruber
- Adi Macek
- Patrick Mayer
- Manfred Pamminger
- Stipe Vučur

### Bei Liefering
- Karim Adeyemi
- René Aufhauser
- Andreas Bammer
- Mërgim Berisha
- Duje Ćaleta-Car
- Patson Daka
- Amadou Haidara
- Hwang Hee-chan
- Konrad Laimer
- Wolfgang Mair
- Enock Mwepu
- Diadie Samassékou
- Xaver Schlager
- Andreas Schrott
- Dominik Szoboszlai
- Robert Völkl
- Hannes Wolf

## Trainerhistorie
| Jahr(e)         | Trainer                  |
| --------------- | ------------------------ |
| 07/2012–10/2012 | Patrick de Wilde         |
| 10/2012         | Oliver Glasner (interim) |
| 10/2012–06/2015 | Peter Zeidler            |
| 07/2015–06/2017 | Thomas Letsch            |
| 07/2017–01/2019 | Gerhard Struber          |
| 01/2019–06/2019 | Janusz Góra              |
| 07/2019         | Michael Feichtenbeiner   |
| 07/2019–01/2021 | Bo Svensson              |
| 01/2021–06/2021 | Matthias Jaissle         |
| 07/2021–05/2022 | René Aufhauser           |
| 07/2022–06/2023 | Fabio Ingolitsch         |
| 07/2023–04/2024 | Onur Cinel               |
| 05/2024 -       | Daniel Beichler          |

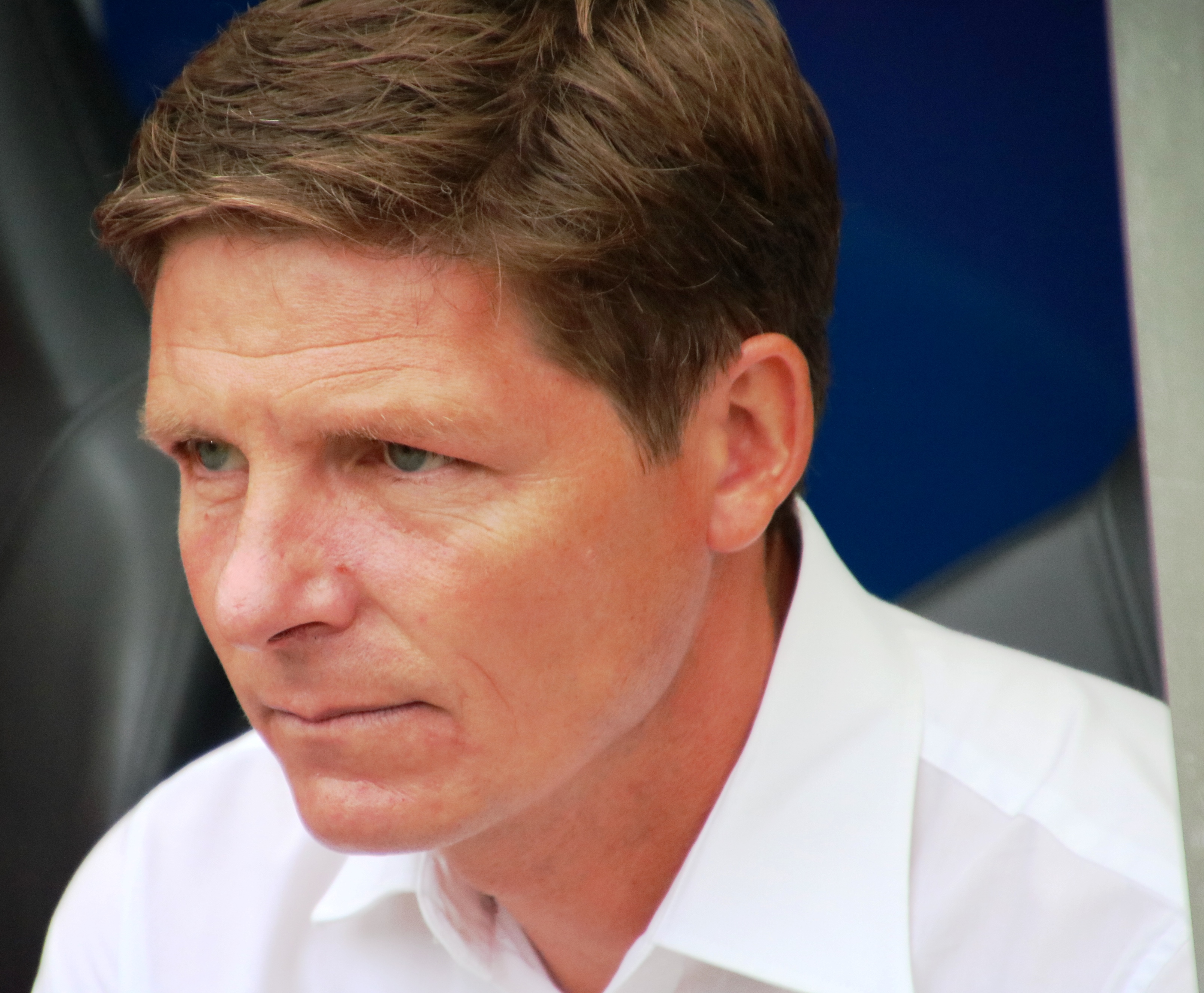
Oliver Glasner
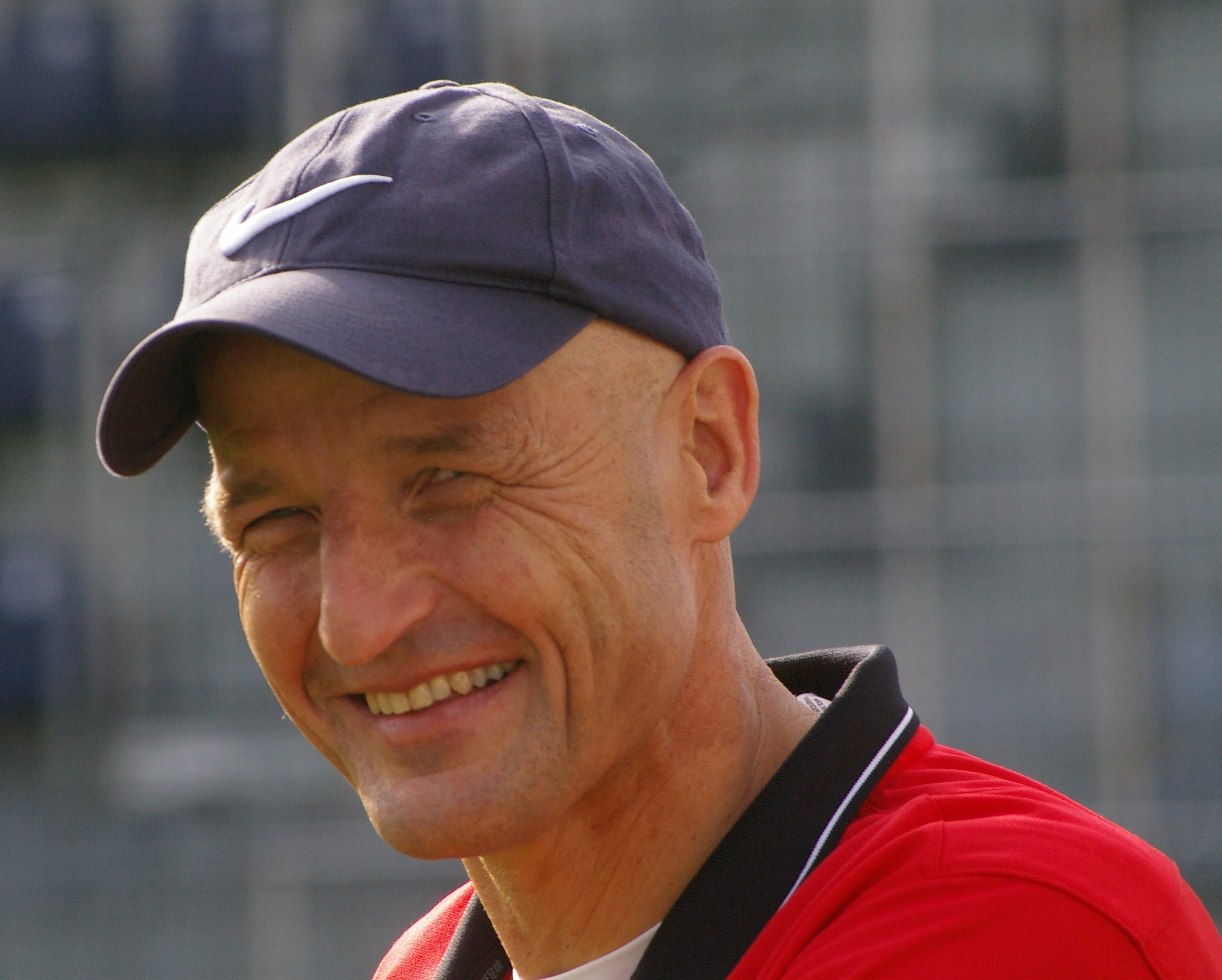
Peter Zeidler
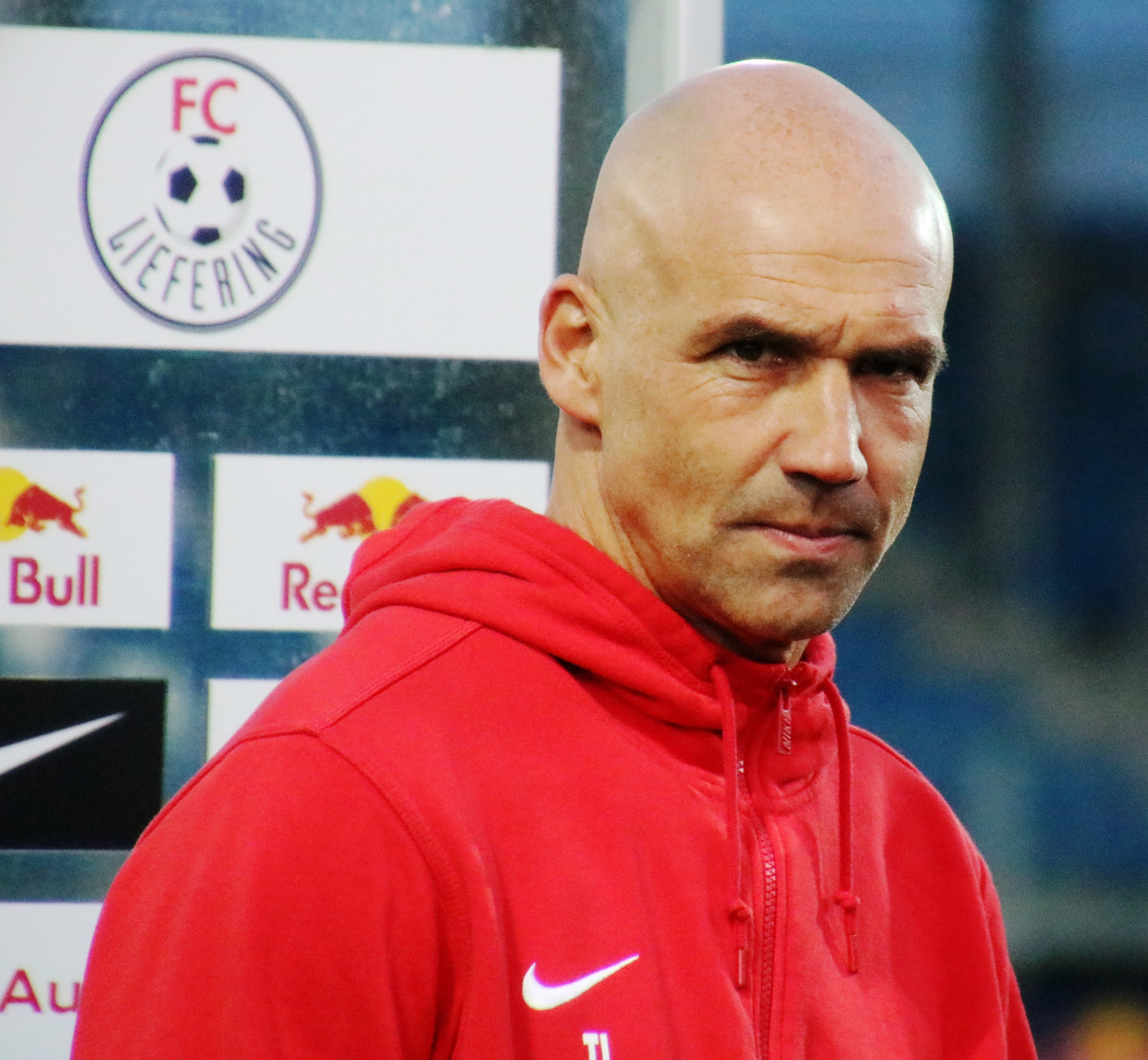
Thomas Letsch
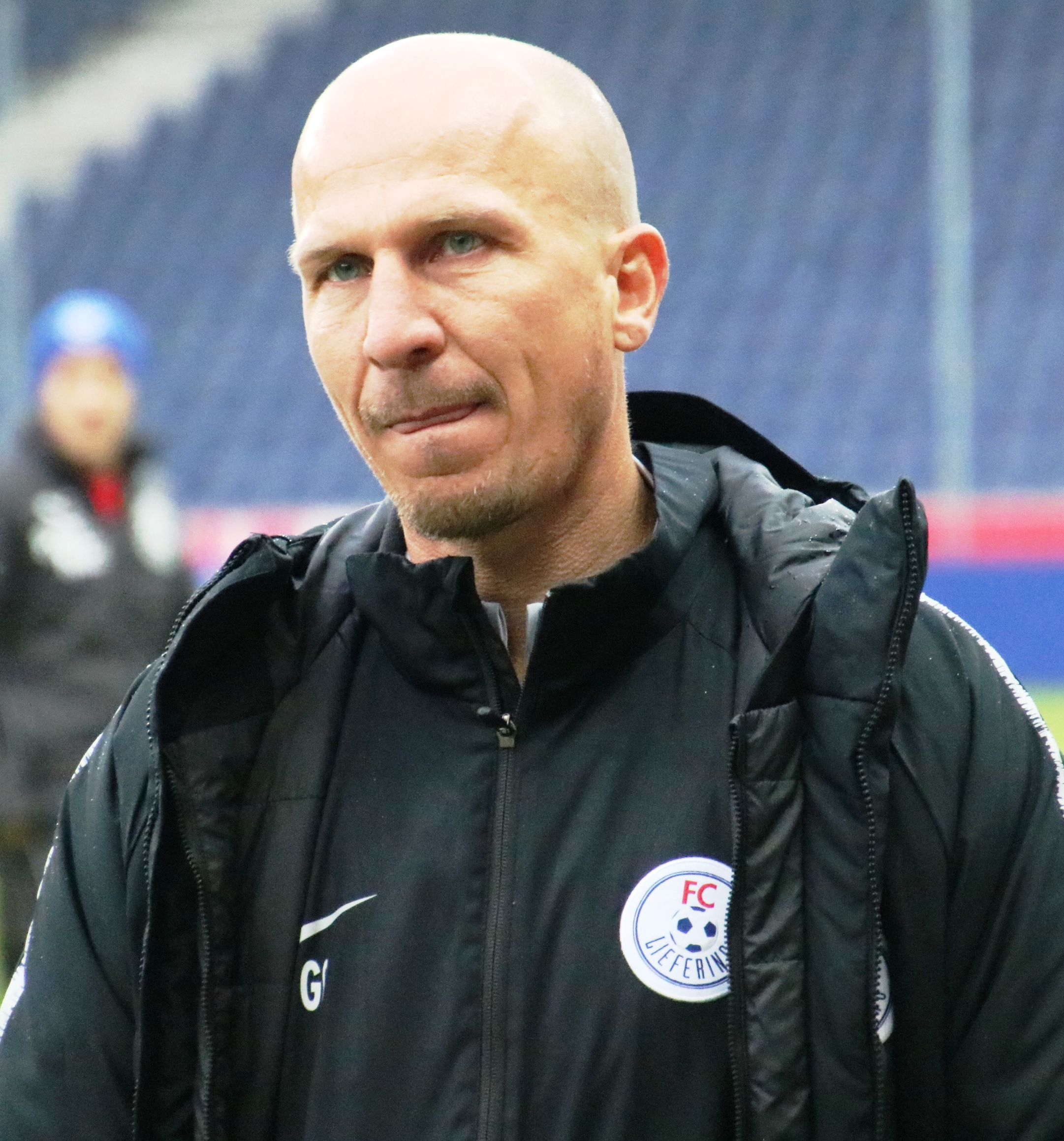
Gerhard Struber
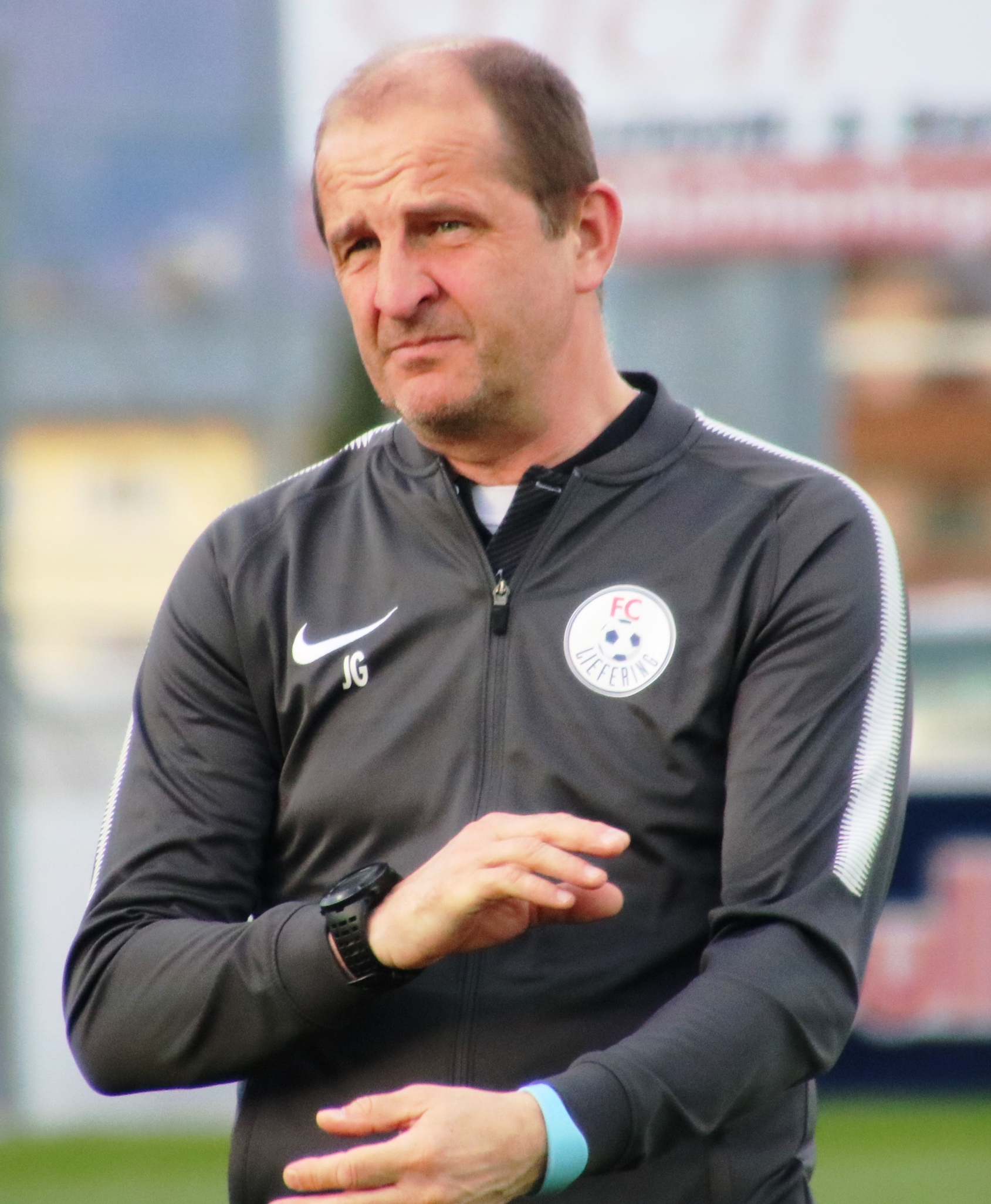
Janusz Góra
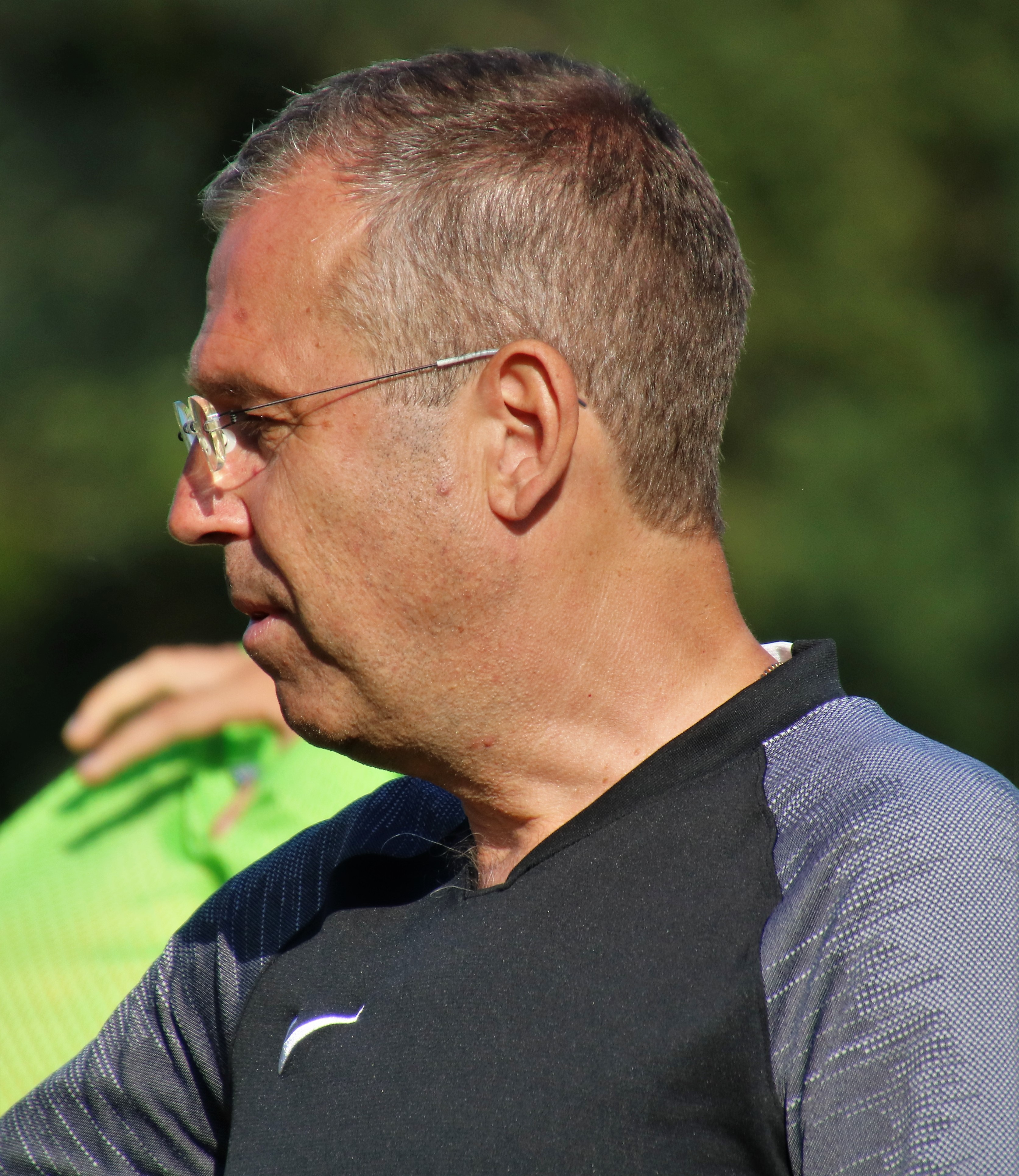
Michael Feichtenbeiner
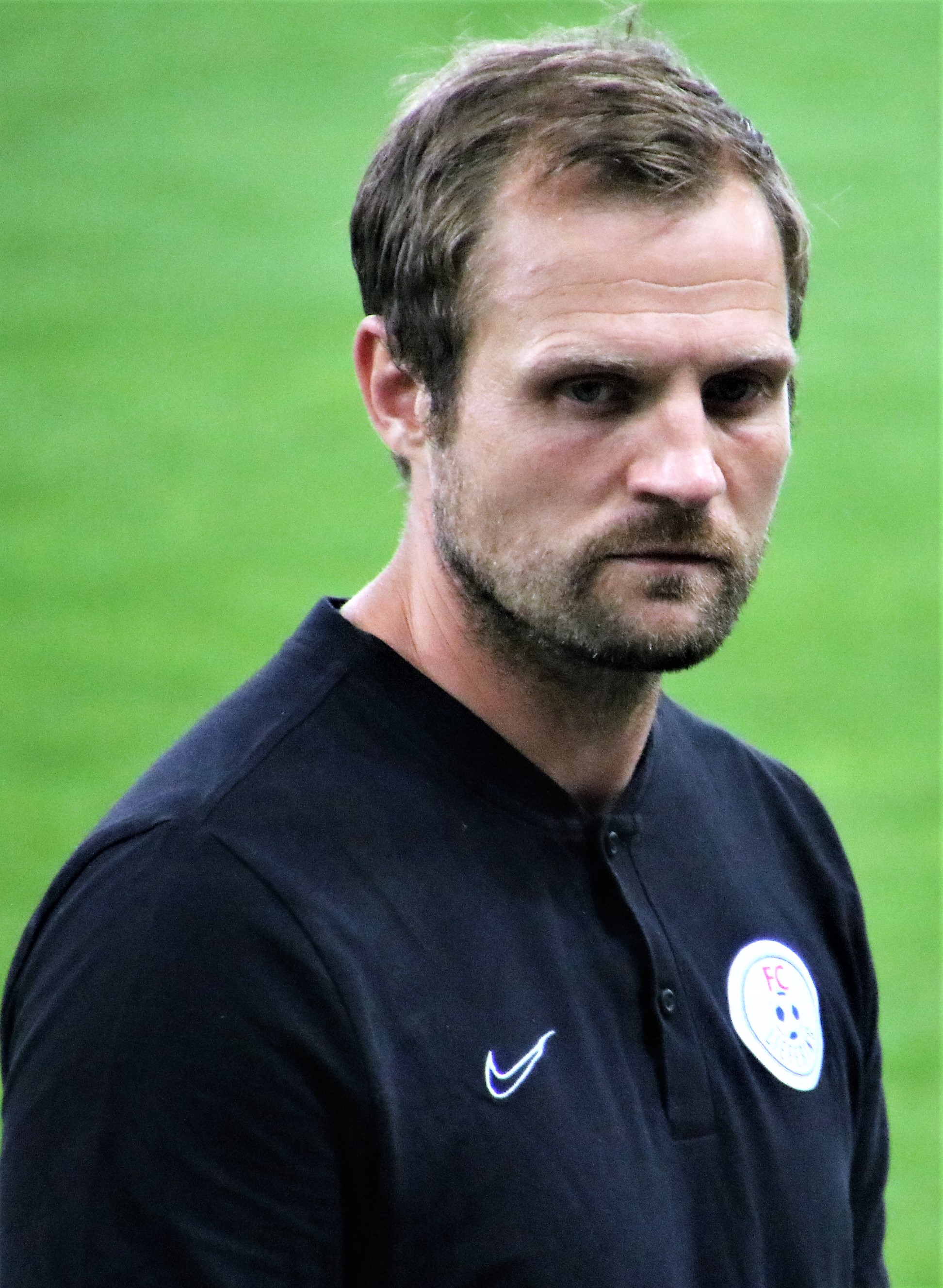
Bo Svensson
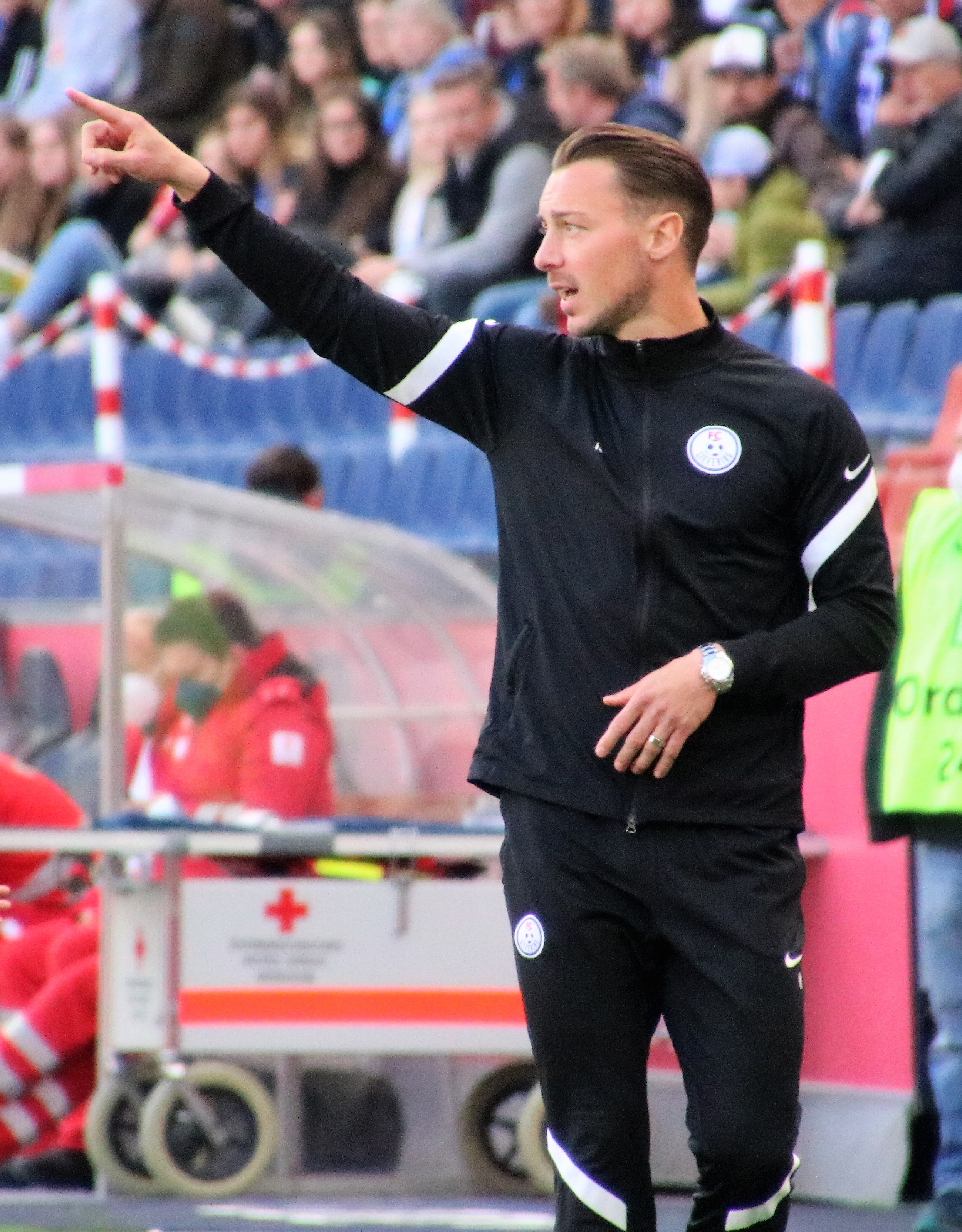
Matthias Jaissle
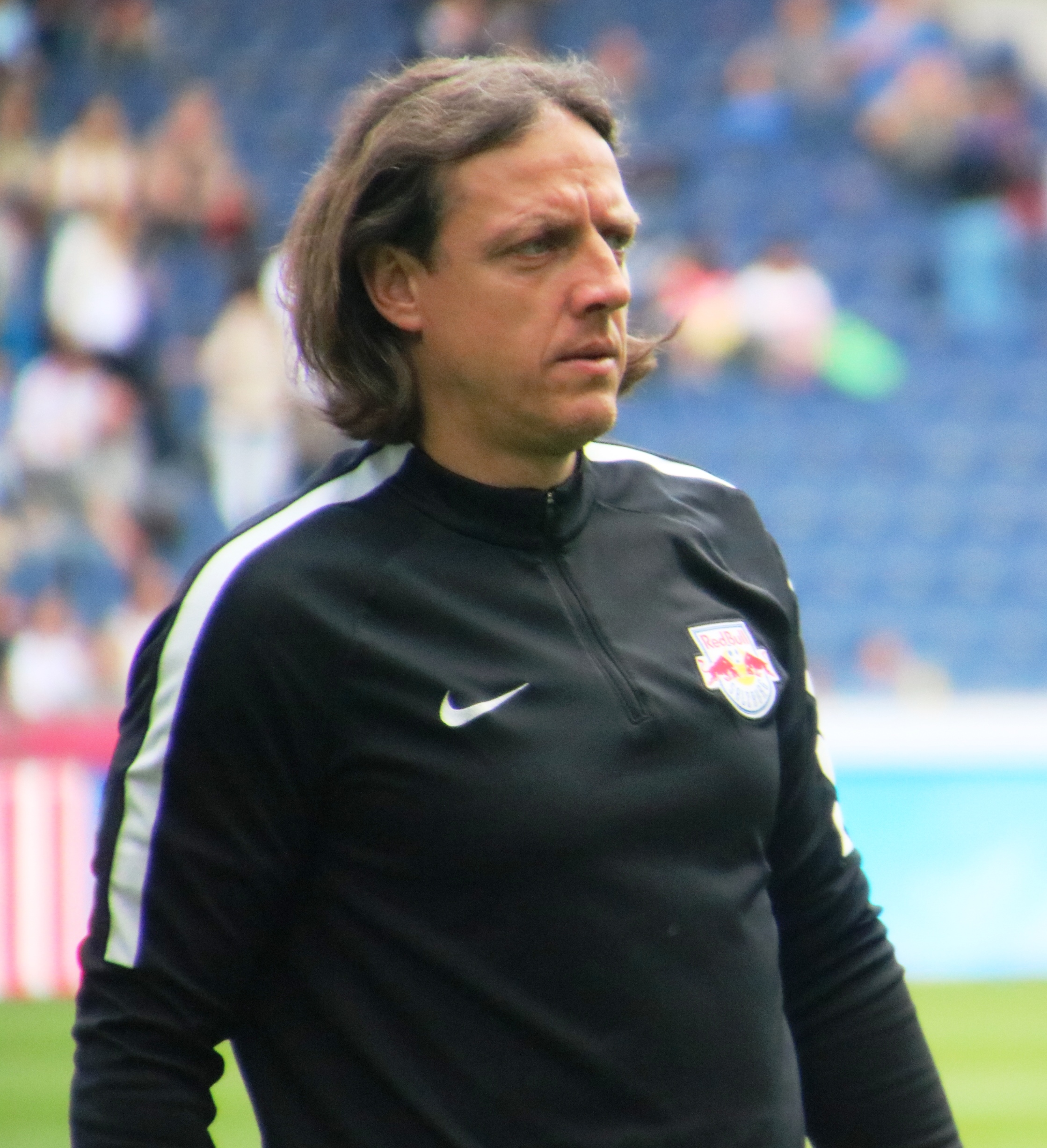
René Aufhauser
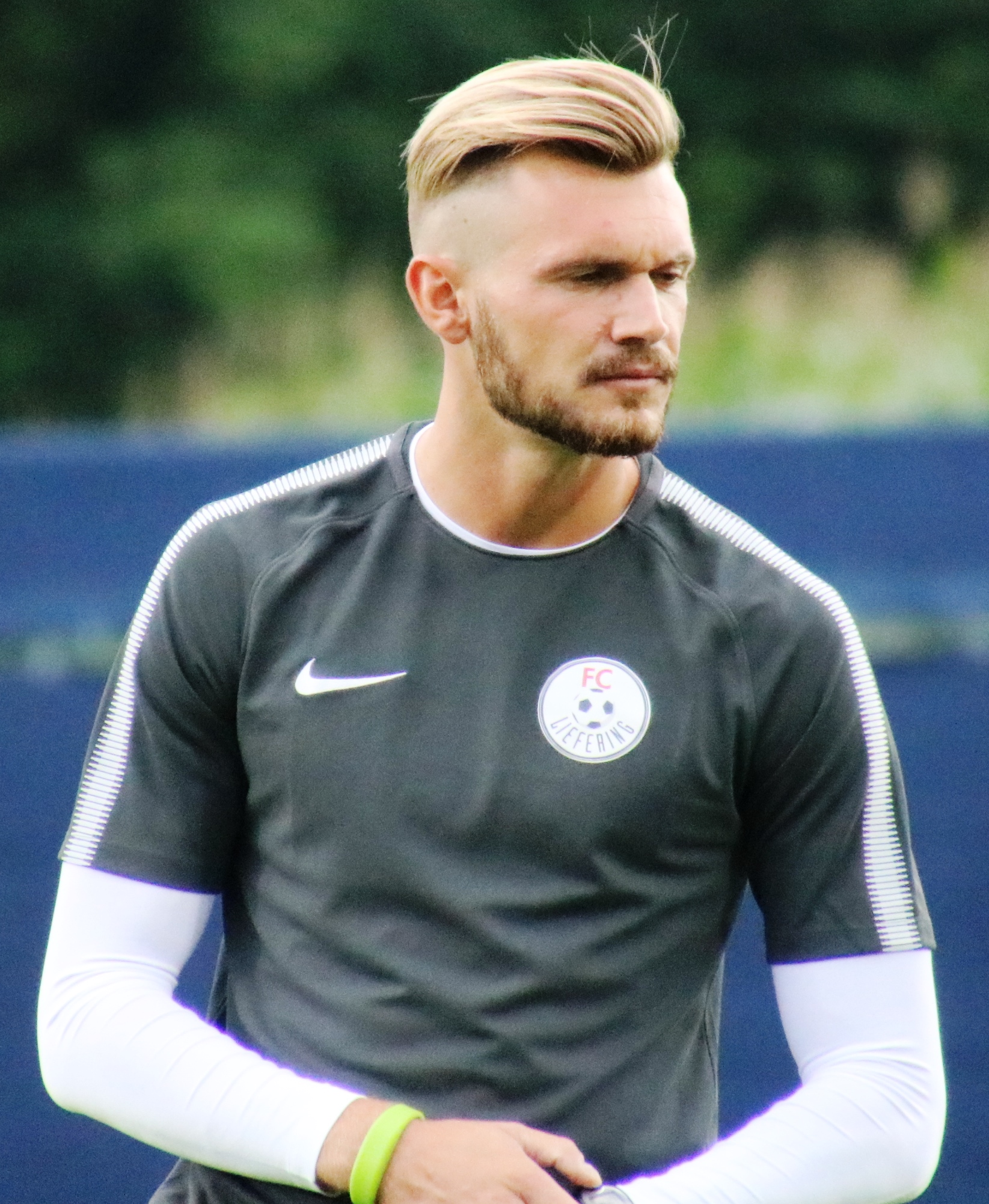
Fabio Ingolitsch
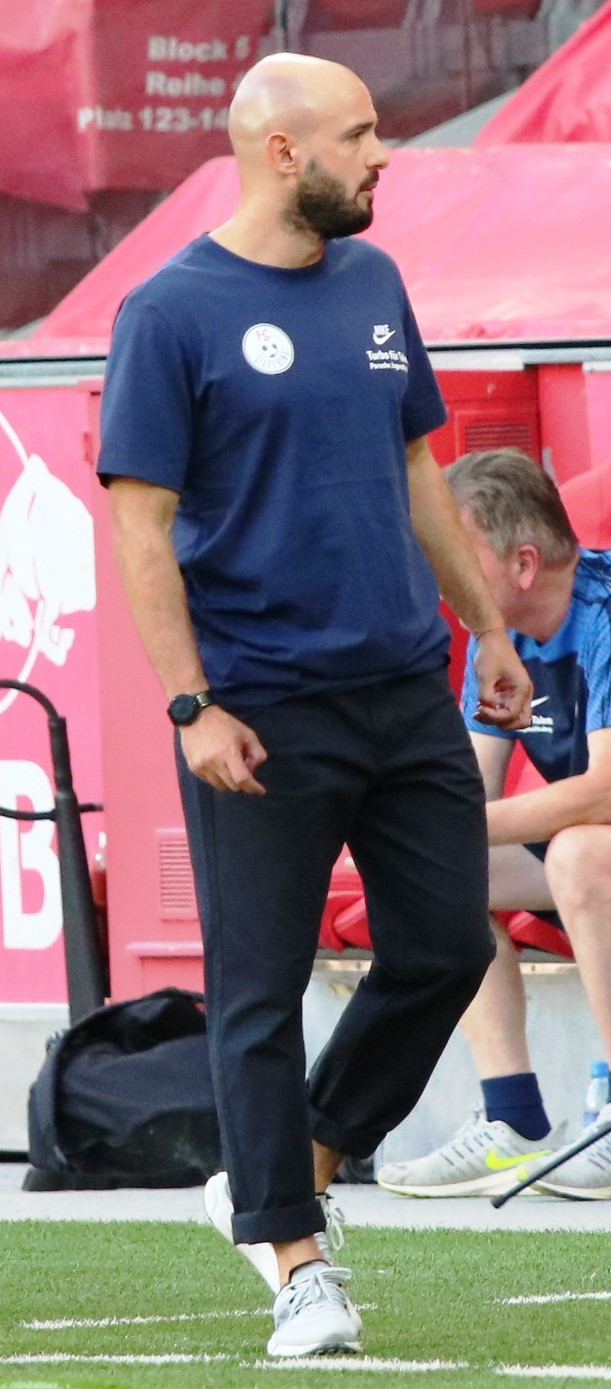
Onur Cinel
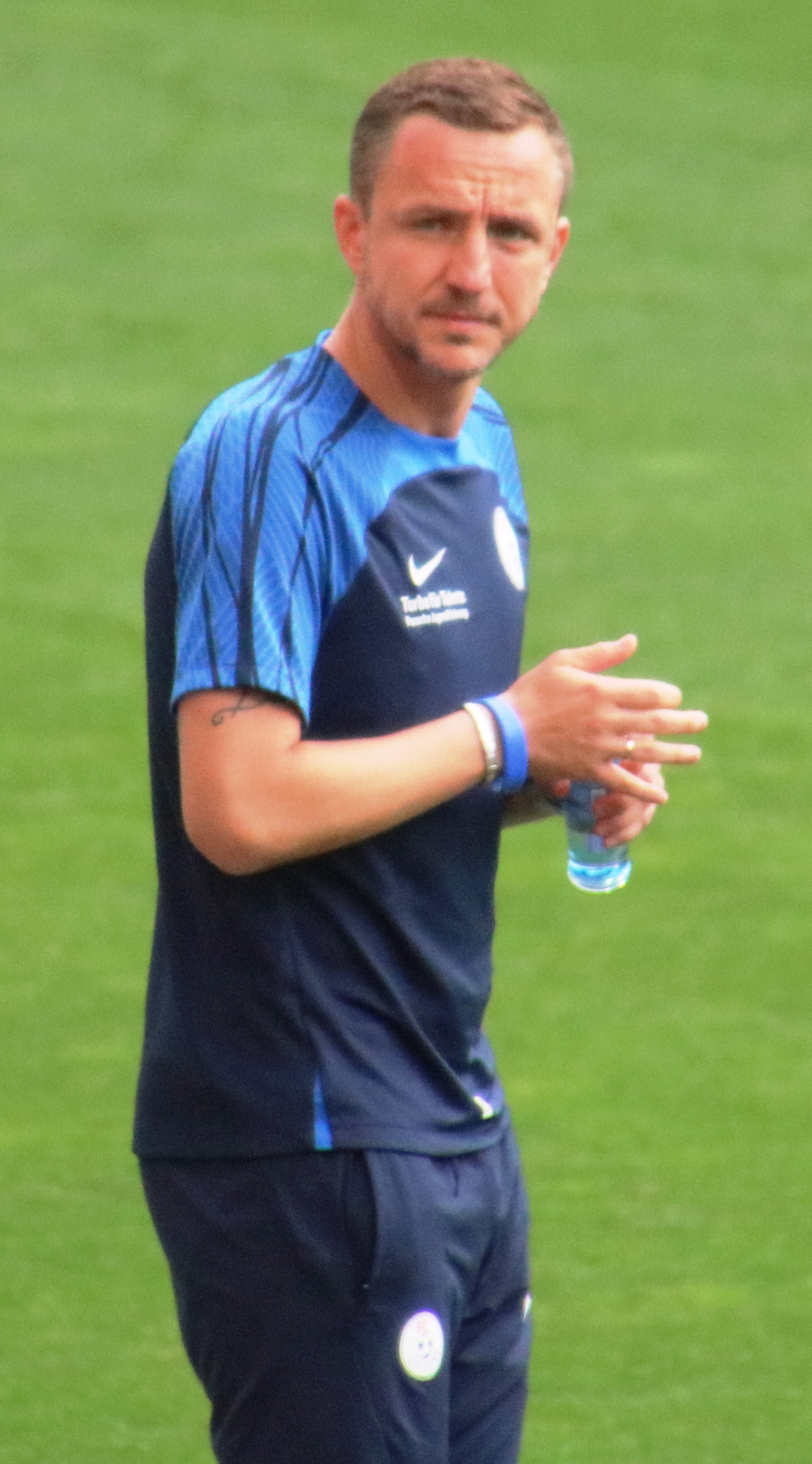
Daniel Beichler

## Titel und Erfolge
- 3 × Vizemeister der 2. Liga: 2015, 2017, 2021
- 1 × Meister Regionalliga West: 2013
- 1 × Meister Alpenliga
- 1 × Meister 1. Landesliga: 1989
- 4 × Meister Salzburger Liga: 1993, 1989, 2003, 2007
- 2 × Meister 1. Klasse Nord: 1965, 1974
- 1 × Meister 2. Klasse B: 1950
- 1 × Salzburger Landesmeister: 1978
- 5 × Salzburger Landes-Hallenmeister: 1990, 2001, 2002, 2005, 2009